# 영주중앙초등학교
영주중앙초등학교는 대한민국 경상북도 영주시 하망동에 있는 공립 초등학교이다.

## 학교 연혁
- 1945년	12월 19일 영주공립국민학교 개교
- 1946년	6월 30일 영주중부공립국민학교로 교명 개칭
- 1973년	3월 1일 영주중앙국민학교로 교명 개칭
- 1981년	3월 12일 병설유치원 개원
- 1996년	3월 1일 영주중앙초등학교로 명칭 변경
- 2016년	2월 17일 제 67회 졸업식(졸업생 남:64명 여:57명, 총 121명) 졸업생 총 17,573명
- 2016년	3월 1일 초등 22학급(특수 1학급 포함), 유치원 3학급 편성
- 2016년	9월 1일 제27대 이흥수 교장 부임
- 2017년	2월 10일 제68회 졸업식(졸업생 남:60명 여:55명 총:115명) 졸업생 총 17,688명
- 2017년	3월 1일 초등22학급(특수1학급 포함). 유치원 3학급 편성

## 참고 자료
- 영주중앙초등학교 - 한국교육학술정보원 학교알리미